# Cesta I. triedy 80
Die Cesta I. triedy 80 (slowakisch für ‚Straße 1. Ordnung 80‘), kurz I/80, war eine Straße 1. Ordnung in der Slowakei. Sie befand sich im Osten des Landes, in der Stadt Prešov und war mit nur 1,8 km die kürzeste Straße 1. Ordnung überhaupt (ausgenommen Zubringer und Abzweige). Sie war richtungsgetrennt, mindestens vierspurig und in voller Länge Teil der E 50. Zum 1. Oktober 2020 wurde sie in voller Länge zum Teil der I/68 neu gewidmet.
Sie begann am Kreisverkehr in Prešov-Solivar an der I/20, folgt dann fast geradeaus die Straße Petrovianska und ging nahtlos an der Anschlussstelle Prešov-juh in die Autobahn D1 über.
Bis 2012 war die Straße nur Teil einer Straße 3. Ordnung, der III/068010, dann folgte eine Reklassifizierung in den Autobahnzubringer PD16 (slowakisch diaľničný privádzač PD16) und schließlich zum 1. Januar 2015 eine weitere Umbenennung in die Straße 1. Ordnung 80.
Kurioserweise verlief die Europastraße 50 über diese Straße auch während des Bestehens der alten Straße 3. Ordnung, da sie das vorläufige Autobahnende an der Anschlussstelle Prešov-juh mit der Straße 1. Ordnung 68 verband, die sich hier nicht direkt berührten. Somit handelte es sich um einen Einzelfall in der Slowakei, da die Europastraßen ansonsten nur Autobahnen, Schnellstraßen oder Straßen 1. Ordnung folgen sollen. 